# Anna Kańtoch
Anna Kańtoch (1976. december 28., Katowice, Lengyelország –) lengyel fantasy író. Öt novellát és számos rövidebb lélegzetvételű kisregényt jelentetett meg.

## Művei
2008-ban jelent meg Światy Dantego című kisregénye, majd 2010-ben jelent meg Duchy w maszynach című kisregénye. Ezt követően 2013-ban publikálta Człowiek nieciągły című művét, mely szintén kisregény, valamint 2014-ben adták ki Sztuka porozumienia című kisregényét.

## Díjai, elismerései
2009-es regénye a Przedksiężycowi Janusz A. Zajdel-díjat kapott. 2012-es Czarne című regényéért  Jerzy Żuławski-díjat kapott.

## Fordítás
- Ez a szócikk részben vagy egészben  az   Anna Kańtoch című angol Wikipédia-szócikk ezen változatának fordításán alapul.  Az eredeti cikk szerkesztőit annak laptörténete sorolja fel. Ez a jelzés csupán a megfogalmazás eredetét és a szerzői jogokat jelzi, nem szolgál a cikkben szereplő információk forrásmegjelöléseként.